# 廣域和行星照相機

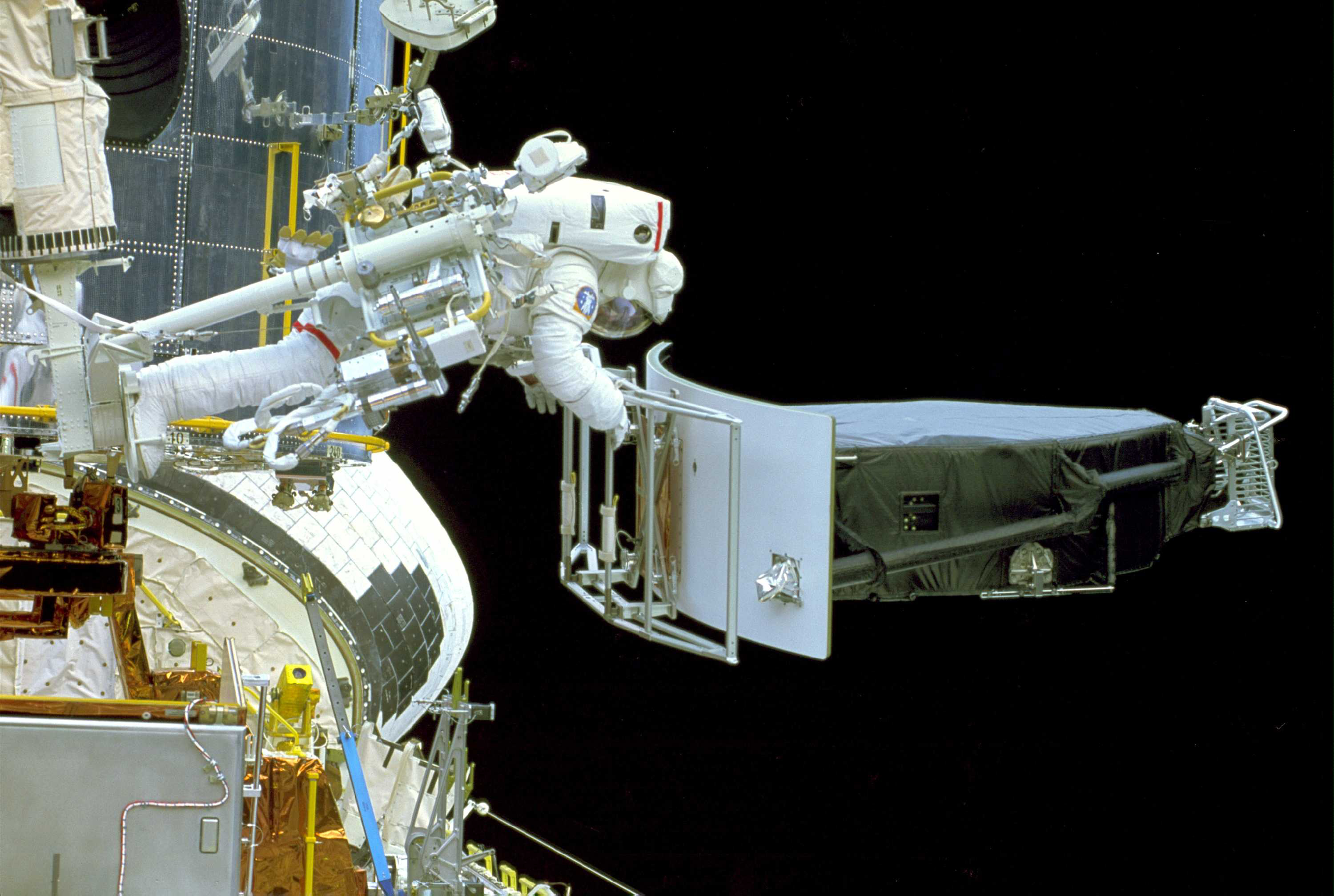
广域和行星照相机

廣域和行星照相機（WFPC，發音如同wiffpick）是安置在哈伯太空望遠鏡上的一架照相機。他是在哈伯發射時就安裝在上面的儀器之一，但是他的功能因為主鏡的光學瑕疵而被嚴重的削弱。而即使在哈伯太空望遠鏡有像差的情況下，仍然有一定數量的發現。他在明亮天體的觀測上產生可貴且有價值的高解析力圖像。
廣域和行星照相機是由任教於加州理工學院的行星科學家詹姆斯 A. 韋士伐提議的，並且在噴射推進實驗室的管理下完成設計和製造。在他提議的年代，1976，CCD幾乎未曾用在天文學的影像處理上，但是他的高解析力，讓天文學家強烈的建議應該考慮在哈伯太空望遠鏡的儀器上使用。
廣域和行星照相機包含了兩架獨立的相機，每架都有四片德州儀器的800X800畫素CCD，構成了相鄰接的視野。廣域照相機的每個畫素視野為0.1弧秒，在犧牲角解析力的情況下可以對光度微弱的天體進行全景觀測。行星照相機每個畫素的解析力為0.043弧秒，用於高解析度的觀測。利用一個可以轉動45度的四面體的金字塔來選擇使用的相機。 
在1993年12月STS-61的維修任務中，廣域和行星照相機被新的第二代替換，為了避免混淆，通常WFPC就是第一代的廣域和行星照相機，新機稱為WFPC-2。WFPC-2 是由原先的備用機改良的，主要是修正了主鏡的像差。
WFPC-2 本身也將會被在1997年開始研發的WFC-3 替換掉。預計在2009年5月的第四次，也是最後一次的維修任務中，就會進行這項更新計畫。

## 外部連結
- . Space Telescope Science Institute.   [April 20, 2006].
- . Space Telescope Science Institute.   [April 20, 2006].
- . NASA.   [April 20, 2006]. （原始内容存档于2022-03-13）.
- Wide Field Planetary Camera at ESA/Hubble （页面存档备份，存于）
- Images taken with WFPC at ESA/Hubble （页面存档备份，存于）